# Antoni Porowski
Antoni Porowski (ur. 14 marca 1984 w Montrealu) – kanadyjski aktor, model, kucharz i osobowość telewizyjna polskiego pochodzenia.

## Życiorys

### Wczesne lata
Urodził się w Montrealu, jest synem Polaków, którzy wyemigrowali do Kanady wraz z dwiema córkami. Dorastał, ucząc się języków: polskiego, angielskiego i francuskiego. Gdy miał 12 lat, wraz z rodziną przeprowadził się do Glade Springs. Po kilku latach powrócił do Montrealu, gdzie podjął studia psychologiczne na Uniwersytecie Concordia. Po ukończeniu studiów przeprowadził się do Nowego Jorku, gdzie podjął naukę aktorstwa. W tym czasie nauczył się gotowania, by z czasem zostać profesjonalnym kucharzem.

### Kariera aktorska
W trakcie pobytu w Nowym Jorku uczęszczał na przesłuchania do filmów i seriali. Zagrał w filmach, takich jak m.in. Wszystkie miłości Elliota (2012), Daddy’s Boy (2016), Blood Surf (2017) The Pretenders (2018). Odegrał rolę Adama Bandrowskiego w krótkometrażowym filmie dokumentalnym Ojcu.
Zagrał epizodyczną rolę oficera w serialu Czarna lista (2014).

### Pozostałe przedsięwzięcia
Pracował jako kucharz w rodzinnej restauracji. Później objął funkcję menedżera w restauracji sushi BondSt oraz jako osobisty szef kuchni Teda Allena, eksperta kulinarnego i prowadzącego program Chopped na kanale Food Network.
Od lutego 2018 występuje w charakterze eksperta od gastronomii w programie Netflixa Queer Eye.
Prowadzi sklep z antycznymi meblami

### Życie prywatne
Był związany z Joeyem Krietemeyerem, z którym rozstał się w październiku 2018 po ponad siedmiu latach związku. Następnie związał się z Tracem Lehnhoffem. Jesienią 2023 rozstał się z Kevinem Harringtonem po czterech latach związku